# Raymond Berry
Raymond Emmett Berry (Corpus Christi, Texas, 27 de febrero de 1933), más conocido como Raymond Berry, es un exjugador profesional estadounidense de fútbol americano que se desempeñó en la posición de split end en la National Football League (NFL). Es miembro del Salón de la Fama del Fútbol Americano Profesional.

## Carrera
Berry jugó como profesional trece temporadas en Baltimore Colts (1955-1967), equipo en el que se retiró.

## Reconocimiento
El 28 de julio de 1973, ingresó como miembro al Salón de la Fama del Fútbol Americano Profesional.